# Olga García García
Olga García García es una política española, actual Consejera para la Transición Ecológica y Sostenibilidad de la Junta de Extremadura. Milita en el Partido Socialista Obrero Español de Extremadura.

## Biografía
Nacida en 1975 en Badajoz, se tituló en Ingeniería Industrial en la Universidad de Extremadura. Además está especializada en Dirección y Administración Pública por Másters especializados. En 2009 se pone al frente del servicio de generación de Energía donde tuvo la responsabilidad técnica en la tramitación y gestión de proyectos energéticos. Asimismo, ha participado en la elaboración de las propuestas extremeñas sobre Planificación del desarrollo de la Red de Transporte de Energía Eléctrica.

### Carrera política
En 2015 es nombrada directora general de Industria, Energía y Minas de Extremadura. En julio de 2018 es nombrada Consejera de Economía e Infraestructuras. El 1 de julio de 2019 se reestructuran las consejerías, asumiendo la consejería de Transición Ecológica y de Sostenibilidad, manteniendo la responsabilidad en las áreas de industria, minas y energía y el área de infraestructuras hidráulicas.
Bajo su cargo la comunidad autónoma ha conseguido las máximas cuotas de producción de energía eléctrica mediante fuentes renovables. El 68,6% de la potencia eléctrica instalada en Extremadura provenía de fuentes renovables en 2019 con un 99,7 de energía renovable consumido en la región. El 27 de junio de 2020 presentó el Plan Extremeño Integrado de Energía y Clima que establecía los objetivos de producción energética de la comunidad extreña hasta 2030.
Ha sido duramente criticada por el grupo ecologista Ecologistas en Acción por conceder permisos a la explotación minera en Extremadura, con expedientes que alegan con numerosas irregularidades. A esto añaden irregularidades en la concesión de proyectos de instalación fotovoltaica, como dividir proyectos grandes en proyectos menores, que requieren menos supervisión. Esto ha provocado una merma en la superficie agrícola disponible en la comunidad.